# Gmina Sośno
Die Gmina Sośno ist eine Landgemeinde im Powiat Sępoleński der polnischen Woiwodschaft Kujawien-Pommern. Ihr Sitz ist das gleichnamige Dorf (deutsch Soßnow) mit etwas mehr als 1000 Einwohnern.

## Geographie
Die liegt nordwestlich der Stadt Bydgoszcz (Bromberg) in etwa 40 Kilometer Entfernung.

## Geschichte
Mit der ersten polnischen Teilung von 1772, mit der die preußische Wiedervereinigung einherging,  wurde das Gemeindegebiet Teil des preußischen Netzedistrikts im Königreich Preußen. Im 19. Jahrhundert kam es mit dem Landkreis Flatow zur Provinz Westpreußen. Nach dem Ersten Weltkrieg fiel es 1920 gemäß den Bestimmungen des Versailler Vertrags mit dem Polnischen Korridor an die Zweite Polnische Republik.
Die Gmina Sośno besteht seit 1973, vorher gehörte das Gemeindegebiet zur Gmina Wielowicz. Von 1973 bis 1998 gehörte die Landgemeinde zu den unterschiedlich zugeschnittenen Woiwodschaften Bydgoszcz (1950) und der gleichnamigen des Jahres 1975.

## Gliederung
Zur Landgemeinde (gmina wiejska) Sośno gehören 20 Dörfer (deutsche Namen bis 1945) mit einem Schulzenamt (sołectwo):
- Dębiny (Eichfelde)
- Dziednof
- Jaszkowo
- Mierucin
- Obodowo (Obendorf)
- Olszewka
- Przepałkowo (Zempelkowo)
- Rogalin
- Roztoki
- Sitno (Sittnow, 1942–1945 Schüttenau)
- Skoraczewo
- Sośno (Soßnow, 1942–1945 Sassenau)
- Sośno-Zielonka
- Szynwałd (Schönwalde)
- Tonin (Groß Tonin)
- Toninek (Klein Tonin)
- Tuszkowo
- Wąwelno (Lindenwald)
- Wielowicz (Groß Wöllwitz)
- Wielowiczek (Klein Wöllwitz)

Weitere Ortschaften der Gemeinde sind:
- Borówki
- Ciosek
- Dębowiec (Dembowitz)
- Leśniewice
- Ostrówek
- Płosków (Lindebuden)
- Pod Lasem
- Skoraczewiec
- Skoraczewko
- Świdwie (Swidwie)